# Palaeobalistum
Palaeobalistum is een geslacht van uitgestorven straalvinnige beenvissen dat leefde van het Krijt tot het Eoceen.

## Etymologie
De Latijnse geslachtsnaam is afgeleid van een Grieks woord dat 'Oude Balistum' betekent.

## Soorten
- Palaeobalistum dossantosi Maury, 1930
- Palaeobalistum flavellatum Cope, 1886
- Palaeobalistum geiseri Thurmond, 1974
- Palaeobalistum goedeli Heckel, 1856
- Palaeobalistum gutturosum Arambourg, 1954
- Palaeobalistum libanicum Kramberger, 1895
- Palaeobalistum orbiculatum Blainville, 1818
- Palaeobalistum ponsortii Heckel, 1854
- Palaeobalistum rectidens Thurmond, 1974
- Palaeobalistum zignoi Blot, 1987

## Verspreiding

#### Krijt
- Gramame-formatie, Brazilië
- Greenhorn Limestone, Colorado
- Antlers-formatie, Oklahoma
- Glen Rose, Paluxy en Walnut-formaties, Texas
- Haqel Limestone, Libanon

#### Eoceen
- Monte Bolca, Italië